# ヨメナカセ

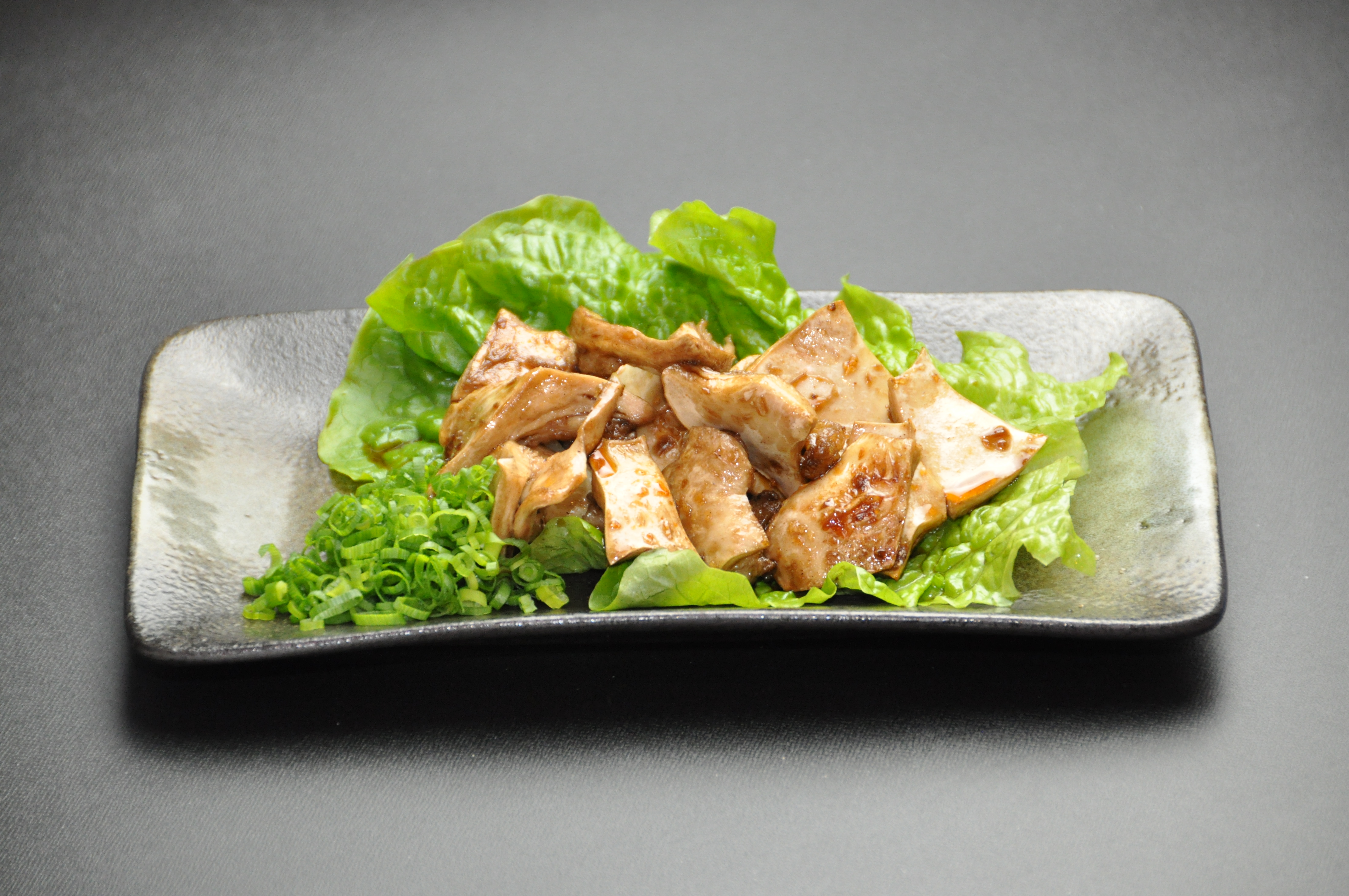
ヨメナカセ

ヨメナカセとは、岡山県津山市における牛大動脈の呼称、およびその部位を用いた料理名。一般的にはハツモトと呼ばれ、牛の上行大動脈や大動脈弓を指す。
名称の由来は「嫁を泣かせる」で、この部位が硬いため調理するために切断しようとして嫁が泣き出す、または、嫁が泣き出すほど美味い、美味いので姑が嫁に食べさせない、誰が調理しても美味い、滋養強壮がある、というような様々な理由が語られている。
津山では古くから農耕用、輸送用の牛の育成や売買が行われており、牛肉食も古くから行われていた。江戸時代にも津山藩では牛肉を食べることが江戸幕府より認可されていた。そういった歴史ある津山の牛肉食文化の中で育まれた「津山の四大牛肉料理」の1つがヨメナカセである。
調理法としては、焼く、炭焼き、バター炒め、湯引き、揚げて天ぷらにするといったのものがある。焼いたものはコリコリした食感が特徴。